# RK Borac Banja Luka
RK Borac Banja Luka (serbokroatisch-kyrillisch РК Борац Бања Лука) ist ein bosnisch-herzegowinischer Handballverein, der 1950 in Banja Luka gegründet wurde. Die Farben des Vereins sind Rot und Blau. Der Verein spielt in der Sporthalle Borik (Dvorana Borik), die im gleichnamigen Stadtteil liegt und ein Fassungsvermögen von 5000 Plätzen (3000 Sitzplätze und 2000 Stehplätze) aufweist.
Seit der Gründung der Handballliga Jugoslawiens im Jahre 1957 bis zur Auflösung 1992 war der Verein ständiges Mitglied. In den Jahren 1959 bis 1981 wurde der Verein sieben Mal Meister. Im Europapokal der Landesmeister erreichte Borac 1975 das Finale, ein Jahr später 1976 gewann man den Titel.
In den Jahren 1994, 1995, 1996 und 1997 wurde RK Borac Banja Luka Meister in der neu gegründeten Liga der Republika Srpska. Meister im Vereinscup wurde der Verein in der Liga Jugoslawiens zehnmal, seit 1992 viermal, zuletzt 1997. Im Jahr 1991 gewann RK Borac Banja Luka unter Trainer Velimir Petković den IHF-Pokal. In den Jahren 2013, 2014, 2015, 2017 und 2020 gewann Borac Banja Luka die bosnische Meisterschaft.

## Erfolge
Meisterschaften – 11
- Jugoslawischer Meister:
  - (7): 1959, 1960, 1973, 1974, 1975, 1976, 1981

- Meister von Bosnien und Herzegowina:
  - (5): 2013, 2014, 2015, 2017, 2020

Pokalsiege – 17
- Jugoslawischer Pokalsieger :
  - (10):1957, 1958, 1961, 1969, 1972, 1973, 1974, 1975, 1979, 1992

- Pokalsieger von Bosnien und Herzegowina :
  - (7): 2007, 2011, 2013, 2014, 2015, 2018, 2019

International – 2
- EHF Champions League
  - (1): 1976

- EHF-Pokal
  - (1): 1991

## Bekannte ehemalige Spieler und Trainer des Vereins
- Abas Arslanagić
- Zlatan Arnautović
- Malik Beširević
- Patrik Ćavar
- Jovica Elezović
- Nebojša Golić
- Božidar Jović
- Milorad Karalić
- Aleksandar Knežević
- Dragan Marković
- Petar Perović
- Velimir Petković
- Nebojša Popović
- Iztok Puc
- Zdravko Rađenović
- Zlatko Saračević
- Danijel Šarić
- Dobrivoje Selec
- Irfan Smajlagić
- Branko Štrbac
- Goran Stupar
- Ermin Velić
- Nedeljko Vujinović
- Sarac Samir